# محافظة لوبوري
محافظة لوبوري (بالتايلاندية: ลพบุรี) و(بالإنجليزية: Lop Buri)‏ هيَ واحدة من محافظات تايلاند الخمس والسبعين، تجاور محافظات فيتشابون وتشايافوم وناخون راتشاسيما وسارابوري وأيوتايا وأنغ ثونغ وسنغ بوري وناخون ساوان.

## الجغرافيا
تقع لوبوري على الجانب الشرقي من واد شاو فرايا بين نهر لوبوري ونهر فا ساك الذين يشكلون 30% من مساحة المحافظة، 70% الباقية من المحافظة تتوزع بين السهول والتلال معا جبال فيتشابون، وتشكل هضبة كورات في حدود المحافظة الشرق.

## التاريخ
تعرف المحافظة تاريخيا باسم لافو والتي يرجع تاريخها إلى العصر البرونزي وكذلك خلال إمبراطورية الخمير التي أنشأت الكثير من المعابد في المدينة خلال فترة حكمها، وفي فترة من التاريخ استقلت بوري وأصبحت دولة حيث أنها أرسلت سفارة إلى الصين في 1115 و 1155 و 1289 ولكن سرعان ما أصبحت جزءا من المملكة التايلاندية من خلال مملكة السكوتاي ومن ثم مملكة أيوتايا.

## التقسيمات الادارية
تنقسم المحافظة إلى 11 قسم التي تنقسم إلى 124 بلدية و 1110 قرية.
| 1. موانج لوبوري 2. فاتانا ناكون 3. كواك سامرونج 4. تشاي أدان 5. تا وونج 6. بان ما | 1. تا لانج 2. سا بوت 3. كواك شروم 4. لام سونتاها 5. نونغ مونج |